# Zia (chanteuse)
Pour les articles homonymes, voir Zia (homonymie).
Dans ce nom coréen, le nom de famille, Baek, précède le nom personnel.
Baek Ji-hye (coréen: 박지혜), née le 21 juillet 1986 à Séoul, plus connue sous son nom de scène Zi-A (coréen: 지아), est une chanteuse sud-coréenne. Elle est surnommée « La chanteuse sans visage » depuis sa disparition de la scène musicale en 2009 après avoir été victime d'un accident de voiture.

## Carrière musicale
Baek Ji-hye commence sa carrière musicale en gagnant le concours BoA-jjang en 2003. Deux plus tard, elle collabore avec le chanteur KCM pour la chanson 물론. Ensuite, elle chante la chanson du même titre du film Shadowless Sword en japonais.
En juillet 2007, Zia a sorti son premier mini-album Voice of Heaven composé par le compositeur Cho Young-soo. Sur la couverture de son mini-album, certains pensaient que Zia figurait dessus mais en réalité, c'était l'actrice Kim Ok-bin. L'actrice a été présente dans les trois clips musicaux du mini-album. Son premier single, Absentmindedly (물끄러미) a été accueilli avec un grand succès. 
Après la sortie de son deuxième mini-album Orchestra, Zia quitté son agence Taewon Divertissement et signe un contrat avec l'agence LOEN Entertainment. Elle sort son troisième mini-album, Atelier en décembre 2009 avec le single Have a Drink (술 한잔 해요) qui va être interdit pour les moins de 19 ans en raison de la référence à la consommation d'alcool.

## Discographie

### Bande originale
- 2004 : Save the Last Dance for Me (마지막 춤은 나와 함께)

- 그녀가 아니면 안 되는 거죠
- See Your Heart
- 2005 : Resurrection (부활)

- 그댈 알아요
- 2005 : Shadowless Sword (무영검)

- Shadowless Sword (version japonaise)
- 2010 : A Man Called God (신이라 불리운 사나이)

- 나쁜 버릇
- 2011 : Can You Hear My Heart (내 마음이 들리니)

- 들리나요
- 2011 : Can't Lose (지고 는 못 살아)

- 그리고 사랑해
- 2012 : Dr Jin (닥터 진)

- Will You Come (그대 가 올까요)
- 2013 : Jang Ok-jung, Living by Love (장옥정, 사랑 에 살다)

- 꿈에서라도
- 2014 : Empress Ki (기황후)

- The Day
- 2014 : Inspiring Generation (감격 시대)

- 그날까지 안녕